# Costa de Fuego
El Costa de Fuego va ser un festival dedicat als estils més contundents de la música popular segons paraules dels seus organitzadors que es va organitzar l'any 2012 al municipi de Benicàssim. Entre aquests estils trobem el rock en la seua vessant més enèrgica, el heavy metal en totes les seues variants i el hardcore. Els organitzadors del festival organitzaven també el FIB i van aprofitar les mateixes instal·lacions per organitzar el Costa de Fuego una setmana després de dur-se a terme el FIB.
El festival va deixar de celebrar-se degut als problemes econòmics de l'empresa organitzadora, Maraworld, que va decidir no celebrar-ne una segona edició.

## Edicions

### 2012
El festival es va dur a terme els dies 20 i 21 de juliol de 2012 al recinte de concerts de Benicàssim, i hi van assistir al voltant de 12.000 i 15.000 persones diàries. La zona d'acampada es va obrir del dijous dia 19 fins al diumenge dia 22. Els concerts es van celebrar en quatre escenaris, el principal dels quals era l'escenari homònim, el Costa de Fuego. Els caps de cartell de la primera edició del festival van ser Guns N' Roses i Marilyn Manson, i els grups participants en el festival van ser els següents:
| Divendres                                                         | |                                                                          |                                           |
| Costa de Fuego                                                    | Black Bikini                                                                                          | Jack Daniel's Stage                                                      | Red Bull Tour Bus                         |
| Guns N' Roses Obús Barón Rojo Satyricon Amorphis We Are the Ocean | Lacuna Coil Paradise Lost WarCry Angelus Apatrida The Computers Bury Tomorrow Your Demise Steel Horse | Vita Imana Uzzhuaïa El Páramo Cerebral Killus OST Dry River Rafa Basa DJ | L'Endeví Guadaña The Hotel Ambush V3CTORS |

| Dissabte                                                                |                                                                                       |                                                                                      |                                              |
| Costa de Fuego                                                          | Black Bikini                                                                          | Jack Daniel's Stage                                                                  | Red Bull Tour Bus                            |
| Marilyn Manson Nightwish In Flames Hamlet Cancer Bats Architects Noctem | Opeth Katatonia Rolo Tomassi Berri Txarrak Rise to Fall Heights Adrift Feed the Rhino | Clockwork Dünedain Toundra Nami Guilles de Rais Psideralica The Tractor El Pirata DJ | Nodriza The Last Request As Light Dies Ankor |